# Pastuch
Pastuch (bułg. Пастух) – wieś w Bułgarii, w obwodzie Kiustendił, w gminie Newestino, nad Strumą. Według danych szacunkowych Ujednoliconego Systemu Ewidencji Ludności oraz Usług Administracyjnych dla Ludności, 15 czerwca 2020 roku miejscowość liczyła 54 mieszkańców.

## Zabytki
Do rejestru zabytków wpisane są:
- Ruiny średniowiecznej twierdzy, znajdująca się 1,2 km od wsi w miejscu o nazwie Skaleto. znana pod nazwami Gradiszteto, Dukjano, Pałankata i Kaługerica.
- Średniowieczna Cerkiew pw Jana Rilskiego[2].
- Średniowieczna Cerkiew Świętej Trójcy[3].
- Ruiny średniowiecznej cerkwi pw św. Dimitra.